# Iglesia de San Blas de Nicoya
La Iglesia de San Blas, en Nicoya, Guanacaste, es la iglesia más antigua de Costa Rica, declarada de interés histórico-arquitectónico el lunes 6 de noviembre de 1995.
La iglesia que le sigue es la de Chomes, construida aproximadamente en 1556, pero ya no existe, pues el pueblo cambió de lugar.

## Historia

### Primer templo
Entre 1522 y 1544 se empiezan los preparativos para la construcción de una ermita, la primera del país, la cual se cree que estaba hecha con paredes de madera y con un techo de paja, similar a las casas de los indígenas, pero un incendio la destruyó.

### Segundo templo
Para el año 1644 levantaron un templo en el mismo lugar donde existió la primera iglesia. En su construcción se usaron piedras para las paredes y tejas para el techo (probablemente el templo era parecido al actual). En el año 1751 el obispo Morel de Santa Cruz elevó el templo al rango de Vicaría, también se nombra a San Blas como patrono del templo, además de que se crean cofradías dedicadas a distintos santos. A finales del siglo XVIII hubo un incendio en el pueblo de Nicoya, a consecuencia de ese incendio se perdieron valiosos documentos que guardaba la iglesia. El templo quedó destruido a causa de un temblor en 1822.

### Reconstrucción
Tras el terremoto de 1822, se intentó redificar un tercer templo, utilizando los cimientos del anterior, pero la construcción no se finalizó por falta de fondos y por el daño de un nuevo temblor en 1826, lo cual obligó a que se reiniciaran las obras, construyendo en 1827  el templo que conocemos hoy en día (con algunas variaciones en su espadaña, -siendo antes algo triangular-, por culpa del terremoto de 1900), hecho con calicanto, que aún guarda reliquias y conserva los cimientos del anterior. Éste templo sobrevivió a varios temblores, como el de junio de 1900, que le causó grandes daños materiales, siendo necesario realizarle grandes reformas al templo, luego, entre 1950 y 1952 otros temblores afectaron al edificio, por lo que planearon una demolición que no se llevó a cabo gracias al disgusto de los vecinos, el terremoto de Sámara del 2012 volvió a dañar la estructura, resquebrajando la bóveda, las paredes y su espadaña, obligando su cierre temporal al público.
En 2012 se encontraron alrededor de 154 personas enterradas entre los años 1600 y 1813, ya que en ese tiempo no existían los cementerios y era común enterrar a las personas en templos.

### Restauraciones
El templo tuvo varias restauraciones para su conservación, divididas en tres etapas, la primera fue de 2015 a 2016, en la cual se hizo un refuerzo en las paredes laterales, cuyo costo fue de 197 millones de colones. Su segunda etapa se realizó desde 2016 hasta 2017, reforzando estructuralmente la fachada principal, costando un total de 157 millones de colones. La tercera y última etapa se ejecutó de marzo a julio del 2019, fue la más costosa ya que se invirtieron 300 millones de colones, para reforzar las paredes del presbiterio y de las sacristías con fibras de carbono, además de que se realizaron otras obras, como la ampliación de los cimientos, la remoción de pisos, la restauración de las paredes de calicanto, restauración de detalles arquitectónicos, entre otros.

### Apuntes históricos
La primera ermita fue construida posiblemente de paja. La iglesia fue destruida por un incendio en 1634, lo cual significó una gran pérdida, ya que con la edificación se fue también el archivo donde se guardaban valiosos documentos. En 1644 se edificó una iglesia de calicanto (piedras con argamasa de cal y arena), techada con teja. El templo parroquial levantado en la primera mitad del siglo XIX, fue declarado reliquia nacional, mediante ley No 141 de 28 de julio de 1923. La iglesia actualmente es sufragánea de la Diócesis de Tilarán-Liberia, de la Provincia Eclesiástica de Costa Rica.
Otras iglesias de gran antigüedad que se conservan hasta nuestros días, son: La iglesia de la Inmaculada Concepción, la iglesia de Orosi y la de Quircot. También hay un templo en ruinas en la localidad de Ujarrás (ésta data de entre 1686 y 1693).